# La riqueza de las redes
La riqueza de las redes: Cómo la producción social transforma los mercados y la libertad (The Wealth of Networks, en el original en inglés) es un libro del profesor de Derecho Yochai Benkler publicado por la Yale University Press el 3 de abril del 2006. El 25 de febrero de 2015 se presentó en Barcelona, con la asistencia del propio Benkler, la versión en castellano editada por Florencio Cabello y Andoni Alonso en Icaria.
Se puede descargar libremente un PDF del libro completo en inglés en el wiki del libro y también en castellano en la página de Icaria Editorial. Ambas versiones están disponibles bajo una licencia Creative Commons "NoComercial", "Compartir igual". Benkler ha dicho que su libro editable en red es "un experimento de cómo pueden ser los libros en el futuro", demostrando cómo los autores y los lectores pueden conectar instantáneamente o incluso colaborar.

## Proyecto de traducción al castellano
La traducción de este libro surge en la Universidad de Málaga (UMA), gracias a la coordinación de Florencio Cabello y a la colaboración de estudiantes de la Facultad de Comunicación de la propia UMA y de otros colaboradores externos. Este proceso de "traducción entre iguales basada en el procomún" (por analogía a la "producción entre iguales basada en el procomún" acuñada por Benkler) se ha llevado a cabo a través de plataformas y herramientas libres disponibles en Internet, como son la red social n-1.cc y la herramienta etherpad, que permite la edición cooperativa y distribuida de textos, en este caso, traducciones, entre los componentes del proyecto. Además, se llevaron a cabo revisiones presenciales y periódicas en el marco del Laboratorio del Procomún de Medialab Prado de Madrid, y culminó con un seminario final que contó con la presencia del autor. En la introducción a la edición en castellano de La Riqueza de las Redes, Florencio Cabello y Andoni Alonso relatan brevemente las principales aportaciones y discusiones que surgieron en dicho seminario con el autor.
Esta metodología de trabajo ya permitió la traducción de otros dos libros, como El código 2.0 y Remix, de Lawrence Lessig.
En el siguiente enlace se encuentra el Proyecto de traducción al castellano de The Wealth of Networks, de Yochai Benkler publicado en la web del Medialab Prado, Madrid.

## Más información
- Motoko Rich (2006-06-05). "Digital Publishing Scrambles The Rules". The New York Times.